# Zalissea Druhe, Camenița
Zalissea Druhe (în ucraineană Залісся Друге) este localitatea de reședință a comunei Zalissea Druhe din raionul Camenița, regiunea Hmelnîțkîi, Ucraina.

## Demografie
Componența lingvistică a localității Zalissea Druhe
     Ucraineană (97,75%)
     Alte limbi (0,9%)
Conform recensământului din 2001, majoritatea populației localității Zalissea Druhe era vorbitoare de ucraineană (97,75%), existând în minoritate și vorbitori de armeană (1,05%).